# Цепи и кольца
«Цепи и кольца» — макси-сингл певицы Линды, выпущенный в 2003 году. В него вошли новая песня «Цепи и кольца» на русском и английском языках, ремиксы на неё и англоязычная версия песни «Берёза» с альбома «Зрение». Заглавная песня была написана певицей Марой специально для Линды. Песня поднялась до 48 позиции российского радиочарта.

## Список композиций
| №   | Название                                        | Текст песни                      | Музыка                   | Ремикс/Аранжировка         | Длительность |
| --- | ----------------------------------------------- | -------------------------------- | ------------------------ | -------------------------- | ------------ |
| 1.  | «Цепи и кольца (Radio edit — Hardrum version)»  | Мара Кана                        | М. Кана                  | HarDrum (Алексей Жаркевич) | 3:27         |
| 2.  | «Цепи и кольца (Original)»                      | М. Кана                          | М. Кана                  |                            | 3:54         |
| 3.  | «Цепи и кольца (Globass club mix)»              | М. Кана                          | М. Кана                  | группа «GloBass»           | 5:57         |
| 4.  | «Цепи и кольца (Pop version)»                   | М. Кана                          | М. Кана                  |                            | 3:33         |
| 5.  | «Цепи и кольца (Pop remix by Anton Savichev)»   | М. Кана                          | М. Кана                  | Антон Савичев              | 3:52         |
| 6.  | «Chains & Rings (Radio edit — Hardrum version)» | М. Кана, пер. Чарльза Реджистера | М. Кана                  | HarDrum                    | 3:26         |
| 7.  | «Chains & Rings (Original)»                     | М. Кана, пер. Ч. Реджистера      | М. Кана                  |                            | 3:40         |
| 8.  | «Chains & Rings (Globass club mix)»             | М. Кана, пер. Ч. Реджистера      | М. Кана                  | «GloBass»                  | 5:57         |
| 9.  | «Chains & Rings (Globass hard mix)»             | М. Кана, пер. Ч. Реджистера      | М. Кана                  | «GloBass»                  | 3:49         |
| 10. | «White Birch (Original)»                        | Линда, пер. Ч. Реджистера        | Линда, Евгений Поздняков |                            | 5:02         |

## Видеоклипы
Было снято две версии клипа на заглавную песню. Первая — чёрно-белая, была снята в Берлине летом 2003 года. Идея клипа принадлежит группе «Би-2». Официально клип не вышел в ротацию, однако доступен в сети интернет. Вторая, аниме-версия, была создана японской студией Production I.G в 2003 году. Этот клип вышел в двух вариантах — на «Цепи и кольца» и на её английскую версию «Chains & Rings».